# عمارة عثمانية باروكية

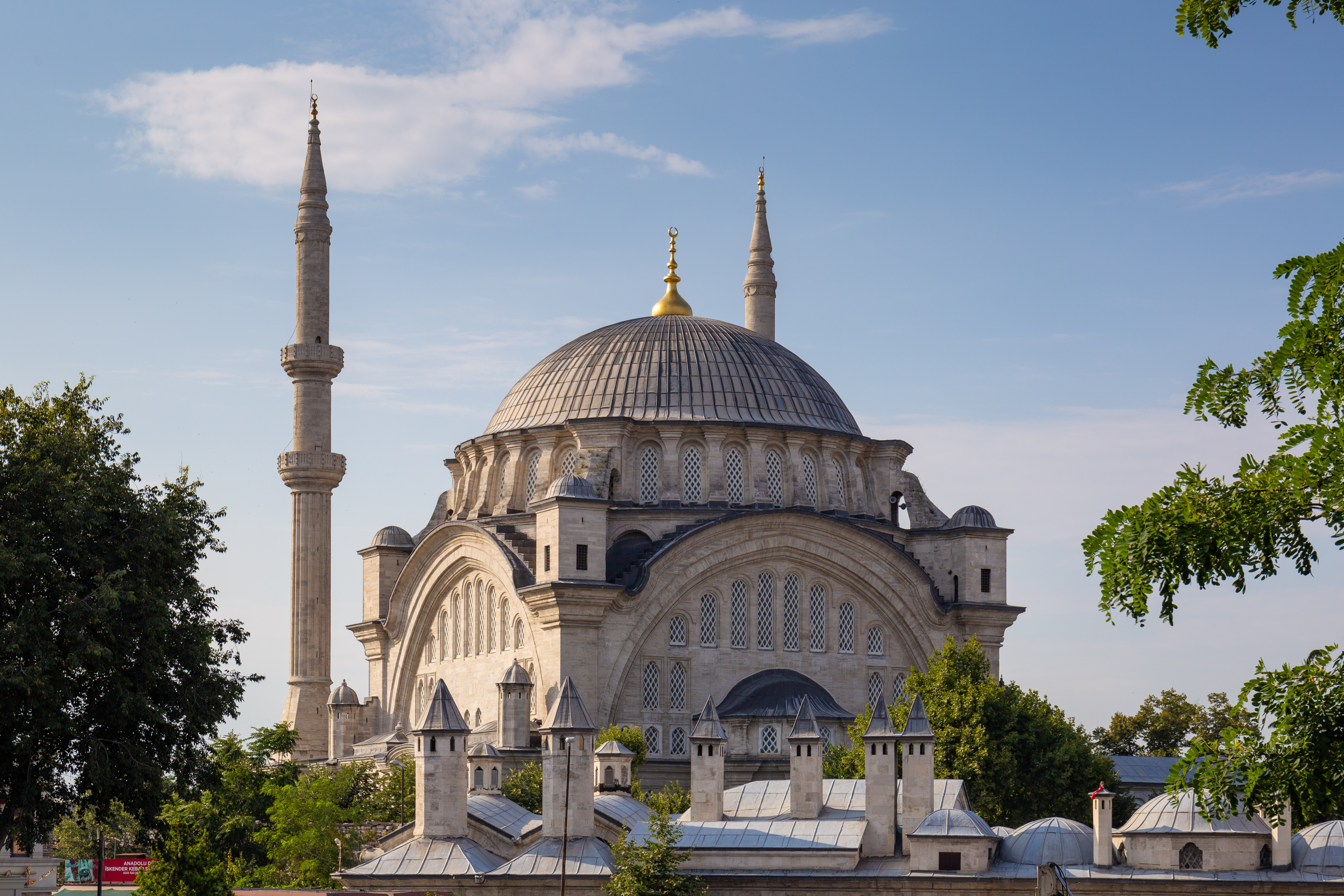
جامع نور عثمانية في إسطنبول: تحفة معمارية من الحقبة العثمانية

كانت العمارة العثمانية الباروكية إحدى فترات العمارة في القرن الثامن عشر وأوائل القرن التاسع عشر والتي تأثرت بالعمارة الأوروبية الباروكية. مسبوقةً بالتغييرات التي طرأت وقتها، كان النمط يمثل خروجًا كبيرًا عن النمط الكلاسيكي للعمارة العثمانية وأدخل أشكالًا زخرفية جديدة لأنواع المباني العثمانية التقليدية في الغالب. ظهر النمط في الأربعينيات من القرن الثامن عشر في عهد محمود الأول (1730-1754) وكان أهم آثاره المبكرة مسجد نور عثمانية الذي انتهى بناؤه عام 1755. ولاحقًا في القرن الثامن عشر أُدخلت أنواع جديدة من المباني بناءً على التأثيرات الأوروبية. قام محمود الثاني (1808-1839) ببناء آخر المعالم الباروكية بالكامل، مثل مسجد النصرتية، في أوائل القرن التاسع عشر، ولكن خلال هذه الفترة أُدخلت أنماط جديدة مستوحاة من الطراز الأوروبي وحلّت محل الباروك.

## الخلفية
من القرن الثامن عشر فصاعدًا، أُدخلت التأثيرات الأوروبية في العمارة العثمانية حيث أصبحت الإمبراطورية العثمانية نفسها أكثر انفتاحًا على التأثيرات الخارجية. أحيانًا يطبّق مصطلح الباروك على نطاق أوسع على الفن والعمارة العثمانية عبر القرن الثامن عشر.  بعبارات أكثر تحديدًا، تميزت الفترة التي تلت القرن السابع عشر بعدة أنماط مختلفة. ظهر الطراز الباروكي العثماني أو التركي في تعبيره الكامل خلال أربعينيات القرن الثامن عشر. يشير هذا التحول إلى النهاية النهائية للطراز الكلاسيكي السابق الذي سيطر على العمارة العثمانية في القرنين السادس عشر والسابع عشر. تعود جذور الظروف السياسية والثقافية التي أدت إلى العصر الباروكي العثماني جزئيًا إلى عهد أحمد الثالث، عندما فتحت الطبقة الحاكمة العثمانية نفسها للتأثير الغربي. قلدت العمارة العثمانية العمارة الأوروبية علانية، بحيث انعكست الاتجاهات المعمارية والزخرفية في أوروبا في الإمبراطورية العثمانية في نفس الوقت أو بعد تأخير قصير. كانت التغييرات واضحة بشكل خاص في زخرفة وتفاصيل المباني الجديدة وليس في أشكالها العامة، على الرغم من إدخال أنواع جديدة من المباني في نهاية المطاف من التأثيرات الأوروبية أيضًا. مصطلح الروكوكو التركي، أو ببساطة الروكوكو، يستخدم أيضًا لوصف الباروك العثماني، أو أجزاء منه، نظرًا لأوجه الشبه والتأثيرات من أسلوب الروكوكو الفرنسي على وجه الخصوص، ولكن هذه المصطلحات يختلف من مؤلف لآخر.

## التطورات

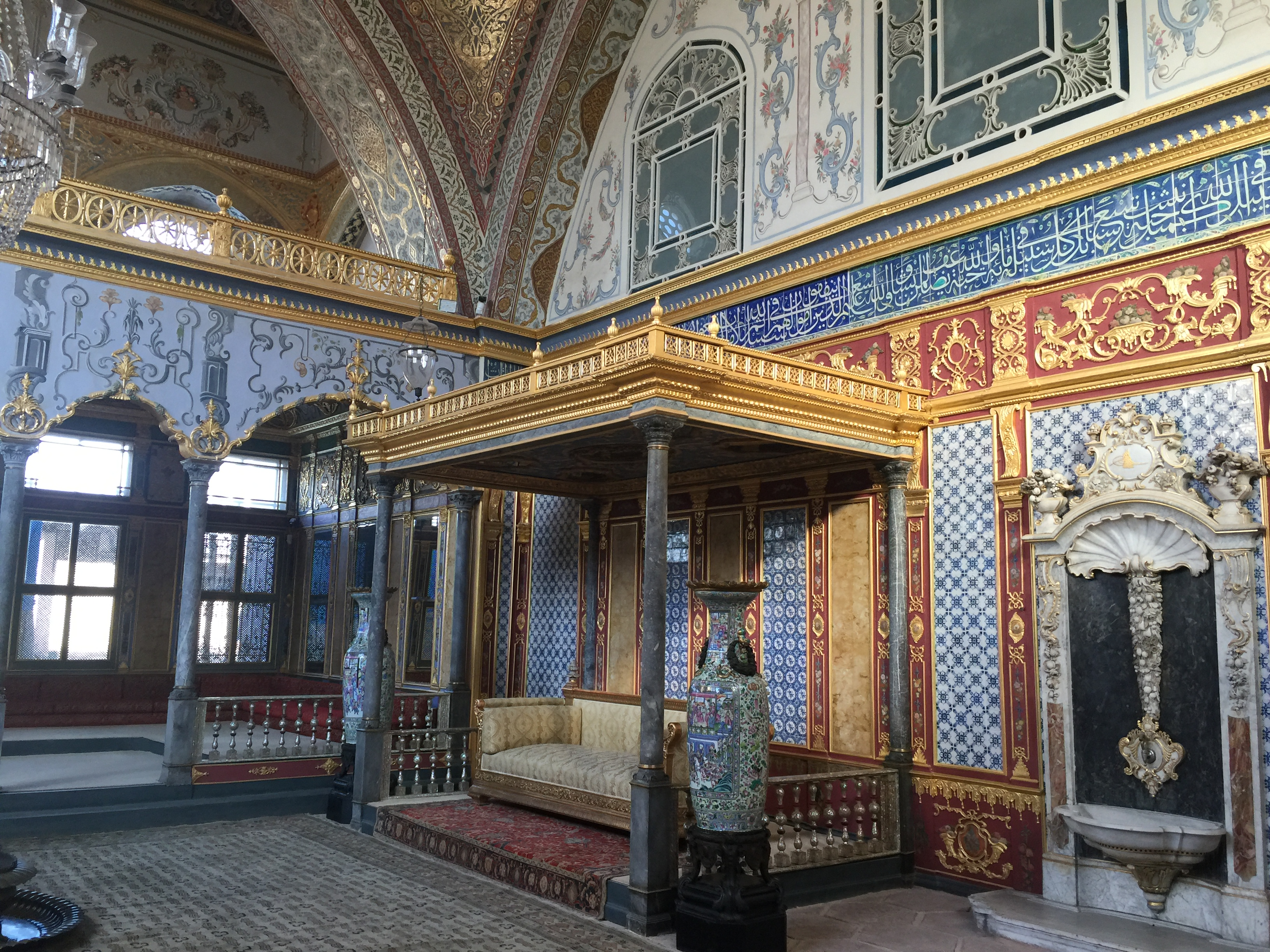
الزخارف الباروكية في القاعة الإمبراطورية في حرملك قصر توبكابي (القرن الثامن عشر)

### آثار الباروك الأولى (1740)
كانت الهياكل الأولى لعرض الطراز الباروكي الجديد هي العديد من النوافير والأفاريز التي بناها رعاة النخبة في إسطنبول في 1741-1742: أُضيفت نافورة نيسانشي أحمد باشا إلى الجدار الجنوبي الغربي لمقبرة مسجد الفاتح، الحاج محمد أمين أغا سيبيل بالقرب من دولما بهجة وسعد الدين أفندي سيبيل في كاراجا مقبرة أحمد في أوسكودار. بُنيَ حمام ذو طراز باروكي في إسطنبول أيضًا في نفس العام وبرعاية محمود الأول، مما يدل على أنه حتى السلطان روج للأسلوب. خصصت عائدات هذا الحمام لمسجد آيا صوفيا، حيث بنى محمود الأول العديد من الملحقات والإضافات الجديدة. تضمنت هذه الإضافات نافورة وضوء مقببة في 1740-1741 مزينة بزخارف باروكية لكنها لا تزال تحافظ على الشكل العثماني التقليدي بشكل عام. أكثر دلالة على النمط الجديد هو الإمارة التي أضافها محمود الأول في الركن الشمالي الشرقي من منطقة آيا صوفيا في عام 1743. تحتوي الإمارة على بوابة باروكية باهظة منحوتة بلفائف نباتية بارزة وفتحة لولبية عنق البجعة، تحيط بها أعمدة رخامية ذات تيجان تشبه الكورنثيين، وتعلوها أفاريز عريضة.
يقترح جودفري جودوين، الباحث في تاريخ العمارة العثمانية، أن الكلية التي توضح بوضوح الانتقال بين الطرازين القديم والجديد كانت مسجد بشير آغا وسبيله، الذي بُني عام 1745 بالقرب من المحيط الغربي لقصر توبكابي. يجادل أونفر رستم بأن السرعة التي ظهر بها الأسلوب في جميع أنحاء إسطنبول بعد عام 1740 وحقيقة أن الهياكل الباروكية الأولى كانت كلها بتكليف من نخب رفيعة المستوى يجب تفسيرها على أنها جهد متعمد من قبل السلطان ومحكمته للترويج للأسلوب الجديد. صرّح الباحث دوغان كوبان أن الزخارف الباروكية تنتشر تدريجيًا من عنصر معماري إلى آخر، مستبدلة تدريجيًا الزخرفة الهندسية الأكثر حدّة للعصر الكلاسيكي بأشكال منحنية أكثر ديناميكية وفي النهاية مع المزيد من الباروك الأوروبي اللامع عناصر.
أهم نصب تذكاري يبشر بالطراز الباروكي العثماني الجديد هو مجمع مسجد نور عثمانية، الذي بدأه محمود الأول في أكتوبر 1748 وأكمله خليفته عثمان الثالث (الذي كُرّس له) في ديسمبر 1755. يصفه كوبان بأنه أهم بناء ضخم بعد مسجد السليمية في أدرنة، مما يشير إلى اندماج الثقافة الأوروبية في العمارة العثمانية ورفض الطراز العثماني الكلاسيكي. كما أنها كانت المرة الأولى منذ مسجد السلطان أحمد الأول (أوائل القرن السابع عشر) التي قام فيها السلطان العثماني ببناء مجمع مساجده الإمبراطوري في اسطنبول، وبذلك افتتح عودة هذا التقليد. تؤكد المصادر التاريخية أن المهندس المسؤول كان نجارًا مسيحيًا، الذي سُلِّم وسام الشرف من قبل الوزير الأعظم في حفل افتتاح المسجد. يلاحظ أونفر رستم أن هذه ربما كانت المرة الأولى التي يُكرّم فيها مهندسين معماريين مسيحيين رسميًا بهذه الطريقة عند افتتاح مسجد، وأنها تعكس المكانة المتزايدة للحرفيين المسيحيين خلال هذه الحقبة.
مثل الأسس الإمبراطورية السابقة، شكل المسجد مركز مجمع يتكون من عدة مبانٍ بما في ذلك مدرسة وإمارة ومكتبة وقبر ملكي وسبيل ونافورة وجناح إمبراطوري، معظمها متساوية الباروك. يحتوي السبيل والنافورة التي تحيط بالبوابة الغربية للمجمع على أشكال منحنية ومتوهجة تتوازن مع الجدران العادية المحيطة بها، والتي يسميها جودوين مثال الطراز الباروكي لهذه الميزات. تتميز المكتبة الواقعة في الزاوية الشمالية الشرقية بمنحنيات متموجة وتصميم داخلي بيضاوي الشكل تقريبًا. يحتوي القبر، الذي يضم بقايا شاهسوار سلطان، على قوالب مزخرفة وأفاريز مقعرة. في الزاوية الشرقية للمسجد يوجد هيكل على شكل حرف (إل) يتكون من منحدر مغطى يؤدي إلى جناح إمبراطوري. ظهر هذا النوع من السمات لأول مرة في القرن السابع عشر مع مسجد السلطان أحمد الأول وتم تمثيله أيضًا في المسجد الجديد في إمينونو. ومع ذلك، فإن هذا الجناح أكثر تفصيلًا، وأكثر بروزًا، وأكثر اندماجًا عن عمد في بقية المجمع. استُخدم كصالة خاصة أو منطقة استقبال للسلطان عند زيارة المسجد ومنحه وصولًا مباشرًا إلى سجل السلطان داخل المسجد. ولأن هذه الأجنحة الإمبراطورية كانت أقرب إلى نظر الجمهور من القصر الإمبراطوري، فقد لعبت دورًا في تعزيز حضور السلطان العام وفي إقامة بعض الاحتفالات العامة. وبناءً على ذلك، فإن بناء الأجنحة الإمبراطورية كجزء من المساجد الإمبراطورية يتماشى مع التحول الثقافي الذي حدث في القرن الثامن عشر حول عروض السلطان الرسمية للسلطة، وأصبحت هذه الأجنحة الإمبراطورية أكثر بروزًا في المساجد الإمبراطورية اللاحقة.